# Bidens mitis
Bidens mitis là một loài thực vật có hoa trong họ Cúc. Loài này được (Michx.) Sherff mô tả khoa học đầu tiên năm 1926.